# Vụ đánh bom Trung tâm Thương mại Thế giới 1993
Vụ đánh bom Trung tâm Thương mại Thế giới năm 1993 xảy ra  vào ngày 26 tháng 2 năm 1993, một xe tải chở đầy bom đậu dưới Tháp Bắc của Trung tâm Thương mại Thế giới tại thành phố New York, đã nổ tung. Khoảng 1.336 pound (606 kg)  chất urea nitrat– thiết bị tăng cường khí Hiđrô với ý định sẽ đánh vào tòa nhà 1 để nó đổ vào tòa nhà 2 và tất cả sẽ sụp đổ để giết chết hàng ngàn người. Ý định đó đã thất bại, nhưng đã làm 6 người thiệt mạng và khoảng 1.042 người bị thương
Cuộc tấn công đã được một nhóm khủng bố gồm Ramzi Yousef, Mahmud Abouhalima, Mohammad Salameh, Nidal A. Ayyad, Abdul Rahman Yasin và Ahmed Ajaj lên kế hoạch từ trước. Nhóm khủng bố trên đã nhận được sự viện trợ từ Khaled Sheikh Mohammed, chú của Yousef.
Sau cuộc tấn công Yousef đã chạy trốn đến Pakistan và sau đó là Manila. Tại đây hắn bắt đầu phát triển các kế hoạch làm nổ tung đồng thời 1 chục chiếc máy bay của các hãng hàng không Mỹ, nhằm ám sát Giáo hoàng John Paul II và tổng thống Bill Clinton và đâm thẳng 1 chiếc máy bay cá nhân vào trụ sở của CIA. Cuối cùng Yousef bị bắt giam tại Pakistan.
Tháng 3 năm 1994, 4 trong số 6 người thực hiện vụ đánh bom trên  trên bị kết tội gồm Mahmud Abouhalima, Ahmed Ajaj, Nidal A. Ayyad và Mohammad Salameh. Trong tháng 11 năm 1997, hai người khác bị kết án gồm Ramzi Yousef (người đứng đằng sau các vụ đánh bom) và người lái chiếc xe tải chở bom, Eyad Ismoil.
Không có bất cứ 1 cáo trạng nào của chính phủ Mỹ đưa ra chống lại Osama bin Laden có bất kì mối liên hệ với vụ đánh bom này, nhưng Ramzi Yousef được biết rằng đã tham gia trại huấn luyện khủng bố tại Afghanistan. Sau khi hắn bị bắt, Yousef đã tuyên bố rằng sự biện minh đầu tiên của hắn cho vụ tấn công là để trừng phạt nước Mỹ vì hành động ủng hộ sự chiếm đóng của người Israel đối với khủng bố người Palestine và không đề cập tới bất kì động cơ tôn giáo nào.

## Lập kế hoạch và tổ chức
Ramzi Yousef đã dành thời gian tại một trại huấn luyện của al-Qaeda ở Afghanistan ,  trước khi bắt đầu vào năm 1991 để lên kế hoạch tấn công đánh bom vào nước Mỹ . Chú của Yousef, Khalid Sheikh Mohammed , người sau này được coi là kiến trúc sư chính của vụ tấn công ngày 11 tháng 9 , đã cho anh lời khuyên và thủ thuật qua điện thoại, đồng thời tài trợ cho đồng phạm của anh là Mohammed Salameh bằng khoản chuyển khoản 660 đô la Mỹ . [ cần dẫn nguồn ]
Yousef đến Hoa Kỳ bất hợp pháp vào ngày 1 tháng 9 năm 1992, đi cùng Ahmed Ajaj từ Pakistan, mặc dù cả hai ngồi xa nhau trên chuyến bay và hành động như thể họ đang đi riêng. Ajaj đã cố gắng nhập cảnh bằng hộ chiếu Thụy Điển giả mạo, mặc dù nó đã bị thay đổi và do đó làm dấy lên nghi ngờ giữa các quan chức INS tại Sân bay Quốc tế John F. Kennedy . Khi các quan chức đưa Ajaj qua cuộc kiểm tra thứ cấp, họ phát hiện ra hướng dẫn chế tạo bom và các vật liệu khác trong hành lý của anh ta, và bắt giữ anh ta. Cái tên Abu Barra , bí danh của Mohammed Jamal Khalifa , xuất hiện trong sách hướng dẫn. Yousef cố gắng nhập cảnh bằng hộ chiếu Iraq giả , xin tị nạn chính trị . Yousef được phép vào Hoa Kỳ và được ấn định ngày điều trần. 
Yousef định cư ở Thành phố Jersey, New Jersey , đi du lịch vòng quanh New York và New Jersey và gọi cho Sheikh Omar Abdel-Rahman , một giáo sĩ Hồi giáo mù gây tranh cãi , qua điện thoại di động . Sau khi được Abdel Rahman giới thiệu với những người đồng mưu của mình tại Nhà thờ Hồi giáo Al-Farooq ở Brooklyn , Yousef bắt đầu lắp ráp 1.500 lb (680 kg) urê nitrat - thiết bị tăng cường khí hydro để giao cho WTC. Ông đã đặt mua hóa chất từ phòng bệnh khi bị thương trong một vụ tai nạn ô tô – một trong ba vụ tai nạn do Salameh gây ra vào cuối năm 1992 và đầu năm 1993.
El Sayyid Nosair , một trong những người theo tộc trưởng mù, bị bắt vào năm 1991 vì tội sát hại Giáo sĩ Meir Kahane . Theo các công tố viên, "Red" Mahmud Abouhalima , cũng bị kết án trong vụ đánh bom, đã bảo Wadih el Hage mua khẩu súng lục ổ quay cỡ nòng .357 được Nosair sử dụng trong vụ xả súng ở Kahane. Trong phiên tòa đầu tiên tại Tòa án Hình sự NYS, Nosair được trắng án về tội giết người nhưng bị kết án về tội sử dụng súng (trong một vụ án liên quan và tiếp theo tại Tòa án Liên bang, anh ta đã bị kết án). Hàng chục sách hướng dẫn chế tạo bom bằng tiếng Ả Rập và các tài liệu liên quan đến âm mưu khủng bố đã được tìm thấy trong căn hộ của Nosair ở New Jersey, cùng với các sách hướng dẫn từ Trung tâm Chiến tranh Đặc biệt của Quân đội tại Fort Bragg, Bắc Carolina , các bản ghi nhớ bí mật liên quan đến Bộ Tham mưu Liên quân và 1.440 viên đạn. . (Lance 2004 26)
Theo biên bản phiên tòa, Yousef hy vọng rằng vụ nổ của mình sẽ lật đổ Tháp 1 và rơi xuống Tháp 2, giết chết những người cư ngụ trong cả hai tòa nhà mà ông ước tính khoảng 250.000 người [  để trả thù việc Mỹ hỗ trợ Israel chống lại Israel. Palestine. 
Theo nhà báo Steve Coll , Yousef đã gửi thư đến nhiều tờ báo ở New York ngay trước vụ tấn công, trong đó anh ta tuyên bố mình thuộc "Quân đội Giải phóng, Tiểu đoàn 5". 
Những bức thư này đưa ra ba yêu cầu: chấm dứt mọi viện trợ của Hoa Kỳ cho Israel , chấm dứt quan hệ ngoại giao của Hoa Kỳ với Israel và cam kết của Hoa Kỳ chấm dứt can thiệp "vào bất kỳ công việc nội bộ nào của các nước Trung Đông ." Ông tuyên bố rằng cuộc tấn công vào Trung tâm Thương mại Thế giới sẽ chỉ là cuộc tấn công đầu tiên như vậy nếu yêu cầu của ông không được đáp ứng. Yousef không đưa ra bất kỳ lời biện minh tôn giáo nào cho vụ đánh bom. Khi được hỏi về quan điểm tôn giáo của mình, anh ấy lảng tránh. 

## Tấn công
Vào thứ Sáu, ngày 26 tháng 2 năm 1993, Ramzi Yousef và một người bạn Jordan, Eyad Ismoil , lái chiếc xe tải Ford Econoline của hãng Ryder màu vàng vào Lower Manhattan , và tấp vào bãi đậu xe công cộng bên dưới Trung tâm Thương mại Thế giới vào khoảng giữa trưa. Họ đậu ở tầng hầm B-2. Yousef đốt cầu chì dài 20 foot (6,1 m) rồi bỏ trốn. Mười hai phút sau, lúc 12:18 trưa,  quả bom phát nổ trong nhà để xe ngầm, tạo ra áp suất ước tính khoảng 150.000 pound mỗi inch vuông (1.000.000 kPa).  Quả bom đã tạo ra một lỗ rộng 100 foot (30 m) xuyên qua bốn lớp bê tông phụ. Tốc độ phát nổ của quả bom này là khoảng 15.000 feet mỗi giây (10.000 mph; 4,6 km/s). Các báo cáo tin tức ban đầu cho thấy một máy biến áp chính có thể đã nổ trước khi có thông tin rõ ràng rằng một quả bom đã phát nổ dưới tầng hầm.
Quả bom ngay lập tức cắt đứt đường dây điện chính của Trung tâm Thương mại Thế giới, làm hỏng hệ thống chiếu sáng khẩn cấp. Quả bom khiến khói bốc lên tầng 93 của cả hai tòa tháp, kể cả qua các cầu thang bộ (không được điều áp) và khói bốc lên các thang máy bị hư hỏng ở cả hai tòa tháp.  Với làn khói dày đặc tràn ngập các cầu thang, việc sơ tán người dân trong tòa nhà gặp khó khăn và dẫn đến nhiều người bị thương do ngạt khói . Hàng trăm người bị mắc kẹt trong thang máy của các tòa tháp khi điện bị cắt, trong đó có một nhóm 17 học sinh mẫu giáo trên đường xuống từ đài quan sát của Tháp Nam, các em đã bị mắc kẹt từ tầng 35 đến tầng 36 trong 5 giờ. 
Sáu người đã thiệt mạng: năm nhân viên Cảng vụ , một trong số họ đang mang thai và một doanh nhân có xe đang đậu trong gara. Ngoài ra, hơn 1.000 người bị thương, hầu hết trong quá trình sơ tán sau vụ nổ.  Một báo cáo từ Cơ quan Quản lý Cứu hỏa Hoa Kỳ cho biết "Trong số hàng chục người chạy trốn lên nóc các tòa tháp, 28 người có vấn đề về sức khỏe đã được trực thăng của cảnh sát Thành phố New York vận chuyển bằng trực thăng".  Được biết, 15 người bị thương do vụ nổ và 20 người phàn nàn về các vấn đề về tim. Một lính cứu hỏa phải nhập viện, trong khi 87 người khác, 35 cảnh sát và một nhân viên EMS cũng bị thương khi xử lý đám cháy và các hậu quả khác. 
Cũng do mất điện, hầu hết các đài phát thanh và truyền hình của Thành phố New York (trừ một đài, WCBS-TV (kênh 2)) đã mất tín hiệu phát sóng trực tuyến trong gần một tuần, chỉ có các đài truyền hình có thể phát sóng qua cáp và vệ tinh thông qua kết nối vi sóng giữa các đài và ba công ty truyền hình cáp lớn nhất khu vực New York, Cablevision , Comcast và Time Warner Cable . Dịch vụ điện thoại ở phần lớn vùng Lower Manhattan cũng bị gián đoạn.
Kế hoạch của Yousef là Tháp Bắc sẽ đổ xuống Tháp Nam, làm cả hai đều sụp đổ. Tòa tháp không sụp đổ nhưng gara bị hư hỏng nặng trong vụ nổ. Nếu chiếc xe đậu gần nền bê tông đổ của WTC, kế hoạch của Yousef có thể đã thành công.  Yousef trốn sang Pakistan vài giờ sau vụ đánh bom.

### Quả bom
Các báo cáo đầu tiên mô tả vụ nổ "có đặc điểm nặng từ 200 đến 300 pound của chất nổ dẻo có tên Semtex ".  Theo một bài báo xuất bản năm 1997, Semtex chỉ được sử dụng làm chất nổ trong quả bom  nhưng không biết làm thế nào những kẻ khủng bố có được Semtex (không phải là chất nổ "tự chế", không giống như các thành phần được cho là khác của quả bom).
Theo FBI, Yousef được hỗ trợ bởi nhà chế tạo bom người Iraq Abdul Rahman Yasin , người đã giúp lắp ráp quả bom phức tạp nặng 1.310 pound (590 kg), được làm từ điện tích chính urê nitrat với các hạt nhôm , magie và oxit sắt bao quanh chất nổ. . Phí sử dụng nitroglycerine , thuốc nổ amoni nitrat , bột không khói và cầu chì làm chất nổ tăng cường.  Ba thùng chứa hydro đóng chai cũng được đặt thành hình tròn xung quanh điện tích chính, để tăng cường khả năng tạo ra quả cầu lửa và quá trình đốt cháy sau của các hạt kim loại rắn.  Việc sử dụng bình khí nén trong kiểu tấn công này gần giống với vụ đánh bom doanh trại Beirut năm 1983 10 năm trước đó. Cả hai cuộc tấn công này đều sử dụng bình khí nén để tạo ra bom nhiên liệu-không khí và nhiệt áp  giải phóng nhiều năng lượng hơn chất nổ cao thông thường.
Theo lời khai trong phiên tòa xét xử bom, chỉ một lần trước vụ tấn công năm 1993, FBI đã ghi nhận một quả bom sử dụng urê nitrat . Hơn nữa, đặc vụ FBI Frederic Whitehurst đã chỉ trích mạnh mẽ các thủ tục được sử dụng để xác định rằng quả bom có chứa urê nitrat; Theo lời khai của anh ta, anh ta đi tiểu vào lọ, làm khô nước tiểu và đưa mẫu cho các nhà phân tích, họ vẫn kết luận rằng chất được giao cho họ là urê nitrat.  Chiếc xe tải Ryder được sử dụng trong vụ đánh bom có không gian rộng 295 feet khối (8,4 m 3 ), có thể chứa tới 2.000 pound (910 kg) chất nổ. Tuy nhiên, chiếc xe tải đã không được lấp đầy. Yousef đã sử dụng bốn cầu chì dài 20 foot (6,1 m) , tất cả đều được bọc trong ống phẫu thuật. Yasin tính toán rằng cầu chì sẽ kích hoạt quả bom trong 12 phút sau khi anh ta dùng bật lửa châm lửa.
Yousef muốn làn khói ở lại trong tòa tháp, làm ngạt thở những người bên trong, giết chết họ từ từ. Anh ấy đã đoán trước được Tháp Một sẽ sụp đổ xuống Tháp Hai sau vụ nổ.
Vào thời điểm đó, người ta tin rằng có chất xyanua trong quả bom, điều này càng được củng cố bởi tuyên bố của Thẩm phán Duffy khi tuyên án, "Bạn có natri xyanua xung quanh và tôi chắc chắn rằng nó có trong quả bom." Tuy nhiên, trong khi thành phần thực sự của quả bom không thể được xác định chắc chắn từ hiện trường vụ án, Robert Blitzer, một quan chức cấp cao của FBI phụ trách vụ án, tuyên bố rằng "không có bằng chứng pháp y nào cho thấy sự hiện diện của natri xyanua tại địa điểm đánh bom. " Hơn nữa, Yousef được cho là chỉ cân nhắc việc thêm xyanua vào quả bom và đã hối hận vì đã không làm như vậy trong cuốn sách 1000 Năm trả thù của Peter Lance .

## Nạn nhân
Sáu người đã thiệt mạng:
- John DiGiovanni, 45 tuổi, nhân viên bán sản phẩm nha khoa.
- Robert "Bob" Kirkpatrick, 61 tuổi, Giám sát bảo trì kết cấu cấp cao.
- Stephen Knapp, 47 tuổi, Giám sát trưởng Bảo trì, Bộ phận Cơ khí.
- Bill Macko, 57 tuổi, Giám sát bảo trì chung, Bộ phận Cơ khí.
- Wilfredo Mercado, 37 tuổi, đại lý tiếp nhận cho nhà hàng Windows on the World .
- Monica Rodriguez Smith, 35 tuổi, thư ký, đang mang thai bảy tháng.

Vào thời điểm xảy ra vụ đánh bom, Smith đang kiểm tra bảng chấm công trong văn phòng của cô ở tầng B-2; Kirkpatrick, Knapp và Macko đang ăn trưa cùng nhau trong phòng nghỉ dành cho nhân viên cạnh văn phòng của Smith; Mercado đang kiểm tra việc giao hàng cho nhà hàng; và DiGiovanni đang đậu xe ở gara ngầm. 

### Đài tưởng niệm

#### Trước vụ khủng bố ngày 11 tháng 9 năm 2001
Một đài phun nước tưởng niệm bằng đá granit vinh danh các nạn nhân đã chết trong vụ đánh bom được thiết kế bởi Elyn Zimmerman và được khánh thành vào ngày 26 tháng 2 năm 1995, trên Austin J. Tobin Plaza , ngay phía trên địa điểm xảy ra vụ nổ.  Nó có tên của sáu người lớn đã thiệt mạng trong vụ tấn công, cũng như một dòng chữ viết bằng cả tiếng Anh và tiếng Tây Ban Nha có nội dung: "Vào ngày 26 tháng 2 năm 1993, một quả bom do những kẻ khủng bố đặt đã phát nổ bên dưới địa điểm này. Điều này hành động bạo lực khủng khiếp đã giết chết những người vô tội, làm hàng ngàn người bị thương và biến tất cả chúng ta thành nạn nhân." 
Đài phun nước đã bị phá hủy cùng với phần còn lại của Trung tâm Thương mại Thế giới trong cuộc tấn công ngày 11 tháng 9 . Một mảnh đài phun nước được phục hồi được đánh dấu là "John D", từ tên của John DiGiovanni, sau đó được đưa vào đài tưởng niệm tạm thời do kiến trúc sư của Cảng vụ Jacqueline Hanley thiết kế và được dựng lên ở phía Phố Liberty của địa điểm sau vụ tấn công ngày 11 tháng 9. Đài tưởng niệm có thể được nhìn thấy qua hàng rào nhưng không mở cửa cho công chúng.  Phần còn lại của đài phun nước không bao giờ được phục hồi và bất kỳ phần còn lại nào của nó đều được chuyển khỏi Ground Zero cùng với phần còn lại của đống đổ nát. 

#### Sau vụ khủng bố ngày 11 tháng 9 năm 2001
Tại Đài tưởng niệm 11/9 , khai mạc nhân kỷ niệm 10 năm vụ tấn công năm 2001, những người thiệt mạng trong vụ đánh bom năm 1993 được tưởng niệm tại North Pool, trên Bảng N-73.  Mảnh vỡ của đài phun nước tưởng niệm được thu hồi được trưng bày cùng với các hiện vật khác  liên quan đến vụ đánh bom bên trong khu triển lãm lịch sử của bảo tàng.
Đài tưởng niệm Bưu thiếp ở Đảo Staten có tên của Stephen Knapp, người duy nhất ở quận đó đã chết trong vụ đánh bom. 

## Điều tra
Mặc dù nguyên nhân của vụ nổ vẫn chưa được biết ngay lập tức, nhưng một số người nghi ngờ là một vụ nổ máy biến áp , các đặc vụ và kỹ thuật viên bom từ ATF , FBI và NYPD đã nhanh chóng tới hiện trường. Các đặc vụ nhanh chóng xác định rằng quy mô của vụ nổ vượt xa vụ nổ máy biến áp. Kỹ thuật viên của Phòng thí nghiệm FBI, David Williams, người phụ trách hiện trường vụ án, tuyên bố đã biết trước khi thử nghiệm khoa học về bản chất và kích thước của quả bom, điều mà các chuyên gia phòng thí nghiệm khác như Stephen Burmeister và Frederic Whitehurst đã phản đối và sau đó thách thức với những hậu quả đáng xấu hổ vì nó. Phòng thí nghiệm FBI .  Trong những ngày sau vụ đánh bom, các nhà điều tra đã khảo sát thiệt hại và tìm kiếm manh mối. Khoảng 300 đặc vụ FBI đã được triển khai dưới mật danh TRADEBOM.  Trong khi rà soát đống đổ nát ở khu vực đỗ xe ngầm, một kỹ thuật viên xử lý bom đã tìm thấy một số mảnh linh kiện bên trong chiếc xe chở bom. Số nhận dạng phương tiện (VIN), được tìm thấy trên một mảnh của trục xe, đã cung cấp cho các nhà điều tra thông tin quan trọng dẫn họ đến chiếc xe tải Ryder được thuê từ DIB Leasing ở Thành phố Jersey. Các nhà điều tra xác định rằng chiếc xe đã được thuê bởi Mohammed A. Salameh , một trong những đồng phạm của Yousef.  Salameh đã trình báo chiếc xe tải bị đánh cắp và khi anh ta quay lại vào ngày 4 tháng 3 năm 1993 để lấy lại tiền đặt cọc thì chính quyền đã bắt giữ anh ta. 
Việc bắt giữ Salameh đã dẫn cảnh sát đến căn hộ của Abdul Rahman Yasin tại số 40 Đại lộ Pamrapo ở Thành phố Jersey, New Jersey , nơi Yasin đang ở cùng mẹ anh, trong cùng tòa nhà với căn hộ của Ramzi Yousef. Yasin được đưa đến văn phòng hiện trường Newark của FBI ở Newark, New Jersey và sau đó được thả. Ngày hôm sau, anh bay trở lại Iraq , qua Amman, Jordan . Yasin sau đó bị truy tố về vụ tấn công, và vào năm 2001, anh ta được đưa vào danh sách ban đầu của Những kẻ khủng bố bị truy nã gắt gao nhất của FBI , và anh ta vẫn ở đó cho đến ngày nay. Anh ta biến mất trước cuộc xâm lược của liên minh Hoa Kỳ, Chiến dịch Tự do Iraq , năm 2003.
Việc bắt giữ Salameh và Yasin đã dẫn chính quyền đến căn hộ của Ramzi Yousef , nơi họ tìm thấy vật liệu chế tạo bom và danh thiếp của Mohammed Jamal Khalifa . Khalifa bị bắt vào ngày 14 tháng 12 năm 1994 và bị INS trục xuất về Jordan vào ngày 5 tháng 5 năm 1995. Ông được tòa án Jordan tuyên trắng án và sống như một người tự do ở Ả Rập Saudi cho đến khi bị giết vào năm  . Năm 2002, người ta công khai rằng Yasin, người duy nhất liên quan đến vụ đánh bom chưa từng bị chính quyền Mỹ kết án,  đã bị giam giữ như một tù nhân ở ngoại ô Baghdad, Iraq kể từ năm 1994.  Khi nhà báo Lesley Stahl đã phỏng vấn anh ta ở đó trong một phân đoạn trên 60 Minutes vào ngày 23 tháng 5 năm 2002,  Yasin xuất hiện trong bộ đồ ngủ trong tù và bị còng tay.  Yasin đã không được nhìn thấy hoặc nghe thấy kể từ cuộc phỏng vấn. Anh ta không có mặt trong cuộc xâm lược Iraq năm 2003.

### Xét xử và tuyên án
Vào tháng 3 năm 1994, Salameh, Nidal Ayyad, Mahmud Abouhalima và Ahmad Ajaj đều bị kết án trong vụ đánh bom Trung tâm Thương mại Thế giới. Vào tháng 5 năm 1994, họ bị kết án 240 năm tù. Trong những năm kể từ đó, họ đã được giảm án nhiều lần, điều này có thể cho phép họ được tự do đi lại ở độ tuổi 90/100. 

## Hậu quả

### Mở lại và chi phí
Tháp Nam không mở cửa trở lại cho người thuê cho đến ngày 18 tháng 3 năm 1993  (Đài quan sát của Trung tâm Thương mại Thế giới mở cửa trở lại vào ngày 17 tháng 4 năm 1993)  trong khi Tháp Bắc vẫn đóng cửa cho đến ngày 1 tháng 4 năm 1993. Chi phí để sửa chữa cả hai các tòa nhà ước tính trị giá 250 triệu USD, theo Đài tưởng niệm & Bảo tàng Quốc gia 11 tháng 9 .  Khách sạn Quốc tế Vista tại Trung tâm Thương mại Thế giới số 3 vẫn đóng cửa cho đến ngày 1 tháng 11 năm 1994, sau khi sửa chữa và cải tạo trên diện rộng với số tiền lên tới 65 triệu USD.  Tầng phòng chờ được mở cửa trở lại vào ngày 27 tháng 3 năm 1993, trong khi nhà để xe mở cửa trở lại vào ngày 1 tháng 9 năm 1993, cho một số phương tiện của nhân viên chính phủ. Nhân viên của những người thuê nhà thương mại không được phép cho đến mùa xuân năm 1994.  Ngoài ra, các biện pháp an ninh mới đã được đưa ra bao gồm thẻ nhận dạng cho ô tô và tài xế đã được phê duyệt, camera giám sát và một rào chắn nhô ra khỏi lòng đường để ngăn chặn các phương tiện lừa đảo.
Mặc dù Windows on the World ở tầng 107 của Tháp Bắc không bị hư hại nhưng vụ nổ đã làm hư hại các khu vực tiếp tân, hệ thống điều hòa không khí, kho chứa và các điểm đỗ xe được khu phức hợp nhà hàng sử dụng. Kết quả là nhà hàng buộc phải đóng cửa. Khi Chính quyền Cảng quyết định thuê Joseph Baum , nhà thiết kế ban đầu của nhà hàng, để cải tạo không gian với chi phí 25 triệu đô la, việc mở cửa trở lại đã bị trì hoãn cho đến ngày 26 tháng 6 năm 1996.  Cellar in the Sky mở cửa trở lại sau Ngày lễ Lao động năm đó Cung nam. 

### sự tham gia của FBI
Trong quá trình xét xử, người ta tiết lộ rằng FBI có một người cung cấp thông tin , một cựu sĩ quan quân đội Ai Cập tên là Emad Salem . Salem tuyên bố FBI có liên quan đến việc chế tạo quả bom.  Anh ta đã bí mật ghi lại hàng trăm giờ nói chuyện qua điện thoại với những người phụ trách FBI của mình. Chính quyền Liên bang phủ nhận quan điểm của Salem về các sự kiện và tờ New York Times kết luận rằng các đoạn băng "không nói rõ mức độ mà chính quyền Liên bang biết rằng có một kế hoạch đánh bom Trung tâm Thương mại Thế giới, chỉ đơn thuần là họ biết rằng một vụ đánh bom nào đó sẽ xảy ra." đang được thảo luận." Nhưng đối với các đoạn ghi âm, Emad có thể bị buộc tội là đồng phạm. Chính những đoạn ghi âm chưa bao giờ được cung cấp cho New York Times đã ngăn cản FBI buộc tội Emad. 

### Sự tham gia của Cơ quan An ninh Ngoại giao Hoa Kỳ
Mặc dù FBI đã nhận được công lao nhưng các đặc vụ của Cơ quan An ninh Ngoại giao (DSS) đã thực sự tìm thấy và bắt giữ Ramzi Ahmed Yousef , kẻ gây ra vụ đánh bom Trung tâm Thương mại Thế giới năm 1993. Đặc vụ Bill Miller và Jeff Riner đã được một cộng sự của Ramzi Yousef mách nước về vị trí của anh ta. Phối hợp với Cơ quan Tình báo Liên dịch vụ Pakistan (ISI), DSS đã bắt giữ Ramzi Yousef.  Sau khi bị bắt, Ramzi Yousef được cho là đã nói với các nhà điều tra rằng "đây mới chỉ là sự khởi đầu."

### Cáo buộc liên quan đến Iraq
Vào tháng 10 năm 2001, trong một cuộc phỏng vấn với PBS , cựu Giám đốc CIA James Woolsey tuyên bố rằng Ramzi Yousef làm việc cho tình báo Iraq.  Ông đề nghị cuộc điều tra của đại bồi thẩm đoàn đưa ra bằng chứng chỉ ra Iraq mà Bộ Tư pháp "gạt sang một bên." Nhưng Neil Herman, người đứng đầu cuộc điều tra của FBI, lưu ý "Mối liên hệ rõ ràng không thể bỏ qua là Yasin. Chúng tôi theo đuổi điều đó ở mọi cấp độ, lần theo dấu vết của anh ta đến một người họ hàng và một địa điểm, đồng thời chúng tôi đã đề nghị đưa anh ta trở lại. " Tuy nhiên, Herman nói rằng sự hiện diện của Yasin ở Baghdad không có nghĩa là Iraq tài trợ cho cuộc tấn công: "Chúng tôi đã xem xét vấn đề đó khá kỹ lưỡng. Không có mối quan hệ nào với chính phủ Iraq." Phóng viên khủng bố của CNN, Peter L. Bergen viết, "Tóm lại, vào giữa những năm 90, Lực lượng đặc nhiệm chống khủng bố chung ở New York, FBI, văn phòng luật sư Hoa Kỳ ở quận phía Nam New York, CIA, NSC, và Bộ Ngoại giao đều không tìm thấy bằng chứng nào liên quan đến chính phủ Iraq trong vụ tấn công Trung tâm Thương mại đầu tiên." 
Những tuyên bố về sự liên quan trực tiếp của Iraq đến từ Tiến sĩ Laurie Mylroie của Viện Doanh nghiệp Mỹ và cựu phó giáo sư của Đại học Chiến tranh Hải quân Hoa Kỳ , với những tuyên bố bị những người khác bác bỏ. Phóng viên CNN Peter Bergen đã gọi bà là "kẻ lập dị", người tuyên bố rằng "Saddam không chỉ đứng sau vụ tấn công Trung tâm Thương mại năm 93 mà còn đứng sau mọi vụ khủng bố chống Mỹ trong thập kỷ qua, từ vụ đánh bom đại sứ quán Mỹ ở Kenya và Tanzania." tới việc san bằng tòa nhà liên bang trong vụ đánh bom thành phố Oklahoma cho đến chính vụ 11 tháng 9."  Daniel Benjamin, một thành viên cấp cao tại Trung tâm Nghiên cứu Chiến lược và Quốc tế , viết: "Các nhà phân tích và điều tra viên hiểu biết nhất tại CIA và FBI tin rằng công việc của họ bác bỏ một cách dứt khoát những tuyên bố của Mylroie." 
Vào tháng 3 năm 2008, Lầu Năm Góc công bố nghiên cứu về khoảng 600.000 tài liệu thu được ở Iraq sau cuộc xâm lược năm 2003 (xem Báo cáo của Lầu Năm Góc năm 2008 ). Nghiên cứu "không tìm thấy 'khí súng' (tức là mối liên hệ trực tiếp) giữa Iraq của Saddam và al Qaeda."  Trong số các tài liệu được Lầu Năm Góc công bố có một đoạn ghi âm thu được của Saddam Hussein suy đoán rằng cuộc tấn công vào Trung tâm Thương mại Thế giới năm 1993 đã được thực hiện bởi tình báo Israel hoặc Mỹ, hoặc có thể là một phe phái Ả Rập Xê Út hoặc Ai Cập. Saddam nói rằng ông không tin tưởng kẻ đánh bom Yasin, người đang bị Iraq giam giữ, vì lời khai của hắn quá "có tổ chức". Nghiên cứu của Lầu Năm Góc cho thấy Yasin "là một tù nhân chứ không phải một vị khách ở Iraq."  Mylroie phủ nhận rằng đây là bằng chứng cho thấy Saddam không tham gia, cho rằng "một mục đích chung của những cuộc họp như vậy là phát triển những câu chuyện che đậy cho bất cứ điều gì Iraq tìm cách che giấu." 

### Cải thiện an ninh
Sau vụ đánh bom và cuộc sơ tán hỗn loạn sau đó, Trung tâm Thương mại Thế giới và nhiều công ty bên trong nó đã cải tiến các thủ tục khẩn cấp, đặc biệt là liên quan đến việc sơ tán các tòa tháp. Chính quyền Cảng New York chịu trách nhiệm quản lý an ninh chính cho các tòa nhà của Trung tâm Thương mại Thế giới. Tất cả các gói hàng đều được quét tại nhiều điểm kiểm tra khác nhau sau đó được gửi đến địa chỉ thích hợp. Những chính sách này đóng một vai trò quan trọng trong việc sơ tán tòa nhà trong cuộc tấn công ngày 11 tháng 9 đã phá hủy các tòa tháp.
Việc tự do lên các mái nhà, vốn đã giúp cảnh sát có thể sơ tán bằng trực thăng trong vụ đánh bom năm 1993, đã bị chấm dứt ngay sau đó. [ cần dẫn nguồn ]

### Bị lãng quên
Kể từ vụ tấn công ngày 11 tháng 9 , vụ đánh bom năm 1993 đôi khi được mô tả là "bị lãng quên" và "không rõ".  Mặc dù vụ đánh bom năm 1993 đã khiến Trung tâm Thương mại Thế giới trở thành mục tiêu khủng bố được công chúng biết đến,  với khả năng xảy ra một cuộc tấn công khác bị nghi ngờ ngay từ năm 1995 bởi Đặc vụ FBI John O'Neill ,  các cuộc tấn công năm 2001 hầu như không được các cơ quan tình báo và thực thi pháp luật Hoa Kỳ lường trước.  Trong khi các thành viên gia đình nạn nhân và những người sống sót bị thương trong vụ tấn công khủng bố năm 2001 đã nhận được tiền bồi thường từ Quỹ bồi thường nạn nhân ngày 11 tháng 9 , thì những người bị ảnh hưởng bởi vụ đánh bom năm 1993 lại không được bồi thường như vậy.

## Trách nhiệm
Một số nạn nhân (bao gồm cả gia đình của các nạn nhân thiệt mạng) trong vụ đánh bom Trung tâm Thương mại Thế giới năm 1993 đã kiện Chính quyền Cảng New York và New Jersey để đòi bồi thường thiệt hại. Một quyết định được đưa ra vào năm 2005, giao trách nhiệm về các vụ đánh bom cho Cảng vụ.  Quyết định tuyên bố rằng cơ quan này chịu trách nhiệm 68% về vụ đánh bom, và những kẻ khủng bố chỉ chịu 32% trách nhiệm. Vào tháng 1 năm 2008, Cảng vụ đã yêu cầu một hội đồng gồm 5 thẩm phán của Ban phúc thẩm của Tòa án tối cao bang New York ở Manhattan hủy bỏ quyết định, mô tả phán quyết của bồi thẩm đoàn là "kỳ lạ".  Vào ngày 29 tháng 4 năm 2008, Tòa phúc thẩm bang New York đã nhất trí giữ nguyên phán quyết của bồi thẩm đoàn. Theo luật New York, bị cáo có lỗi hơn 50% có thể phải chịu hoàn toàn trách nhiệm tài chính.  Vào ngày 22 tháng 9 năm 2011, Tòa phúc thẩm New York , trong phán quyết bốn đến ba, đã loại Chính quyền Cảng khỏi các cáo buộc về sơ suất liên quan đến vụ đánh bom năm 1993. 
Người ta lập luận rằng vấn đề với việc phân chia trách nhiệm trong vụ án không phải là phán quyết của bồi thẩm đoàn, mà là ở luật phân chia tiểu bang do tra tấn của New York. Theo truyền thống, tòa án không so sánh lỗi cố ý và lỗi cẩu thả. Tuyên bố thứ ba về lỗi lầm: Phân bổ trách nhiệm pháp lý đề xuất một quy tắc nhằm ngăn chặn bồi thẩm đoàn phải đưa ra những so sánh giống như so sánh giữa kẻ khủng bố và Chính quyền cảng trong trường hợp này.  Tuy nhiên, nếu một khu vực tài phán so sánh những hành vi sai trái có chủ ý và cẩu thả này, thì vị trí tốt thứ hai của tòa án là làm những gì Tòa phúc thẩm NYS đã làm—để duy trì tất cả các phân bổ của bồi thẩm đoàn, ngay cả những phân bổ trách nhiệm lớn hơn hoặc có lẽ lớn hơn nhiều. cẩu thả hơn các bên cố ý. 